# 拉梅参数
在线性弹性力学中，拉梅常数包括以下两个参数：
- 拉梅常数λ，又称拉梅第一常数
- 剪切模量μ，又称拉梅第二常数，也可记为{\displaystyle G}

上述参数的条件是各向同性材料，并在三维中满足虎克定律。
{\displaystyle \sigma =2\mu \varepsilon +\lambda \;\mathrm {tr} (\varepsilon )I}
其中σ是应力，ε是體積變形量，{\displaystyle \scriptstyle I}是單位矩陣，{\displaystyle \scriptstyle \mathrm {tr} (\cdot )}是跡數函数。
第一参数λ没有物理解释，但其有助於化简胡克定律的刚度矩阵。两个参数构建了均质各向同性介质的弹性模量的参数化形式，并与其他弹性模量形成了联系。
拉梅参数以拉梅（Gabriel Lamé）的名字命名。